# Płomykówka (zwyczajna)
Płomykówka (zwyczajna) (Tyto alba) – gatunek średniej wielkości ptaka z rodziny płomykówkowatych (Tytonidae). Spośród wszystkich sów najbardziej rozpowszechniony na świecie gatunek. Zamieszkuje wszystkie kontynenty oprócz Antarktyki. W Polsce nieliczny ptak lęgowy (tylko podgatunek T. alba guttata), osiadły.

## Systematyka
Opisana w roku 1769 przez Giovanniego Antonia Scopolego. Nie jest zaliczana do rodziny puszczykowatych, ponieważ różnią się różnymi cechami anatomicznymi, m.in. budową mostka oraz rozwojem puchu u piskląt.
Pierwszy człon nazwy naukowej – Tyto – pochodzi od gr. τυτω tutō, τυτους tutous – „sowa, nocna sowa”. Nazwa gatunkowa alba oznacza po łacinie barwę białą.
Systematyka gatunku jest skomplikowana i pozostaje kwestią sporną. Do T. alba zaliczano nawet do 46 podgatunków, część z nich uznano jednak za nieważne bądź wydzielono do osobnych gatunków – płomykówkę nadobną (T. delicatula), płomykówkę szarolicą (T. glaucops) i płomykówkę andamańską (T. deroepstorffi). Autorzy wydanego w 1999 roku 5. tomu Handbook of the Birds of the World wyróżniali np. 28 podgatunków, a autorzy The Howard and Moore Complete Checklist of the Birds of the World z 2013 roku, w oparciu o którą powstała Kompletna lista ptaków świata – 24 podgatunki. Niektórzy badacze proponują dalej idący podział taksonomiczny, np. Międzynarodowy Komitet Ornitologiczny (IOC) do T. alba zalicza obecnie tylko 10 podgatunków zamieszkujących Europę, Bliski Wschód, Afrykę oraz wyspy wschodniego Atlantyku, Madagaskar i Komory.

## Charakterystyka

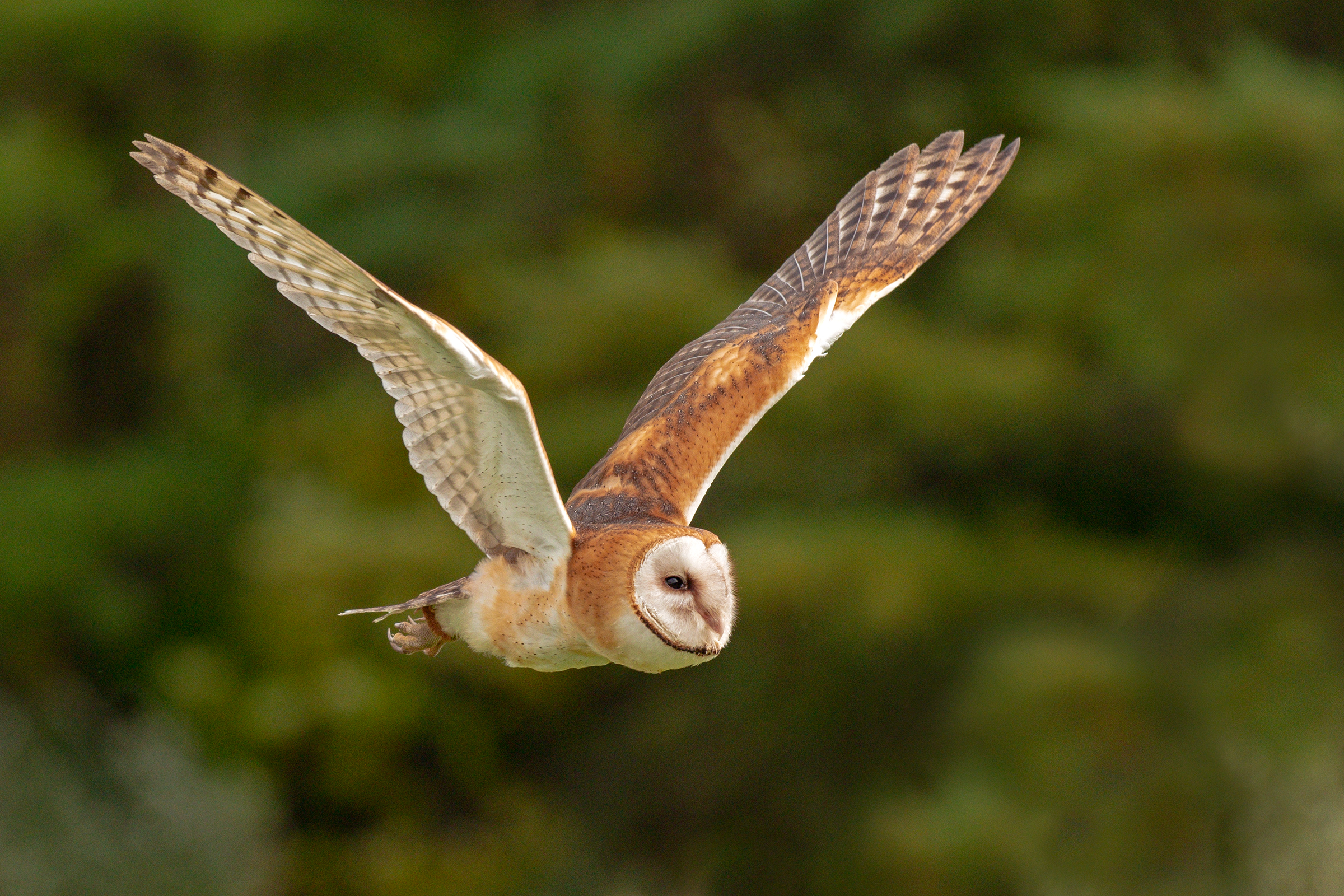
Płomykówka w locie

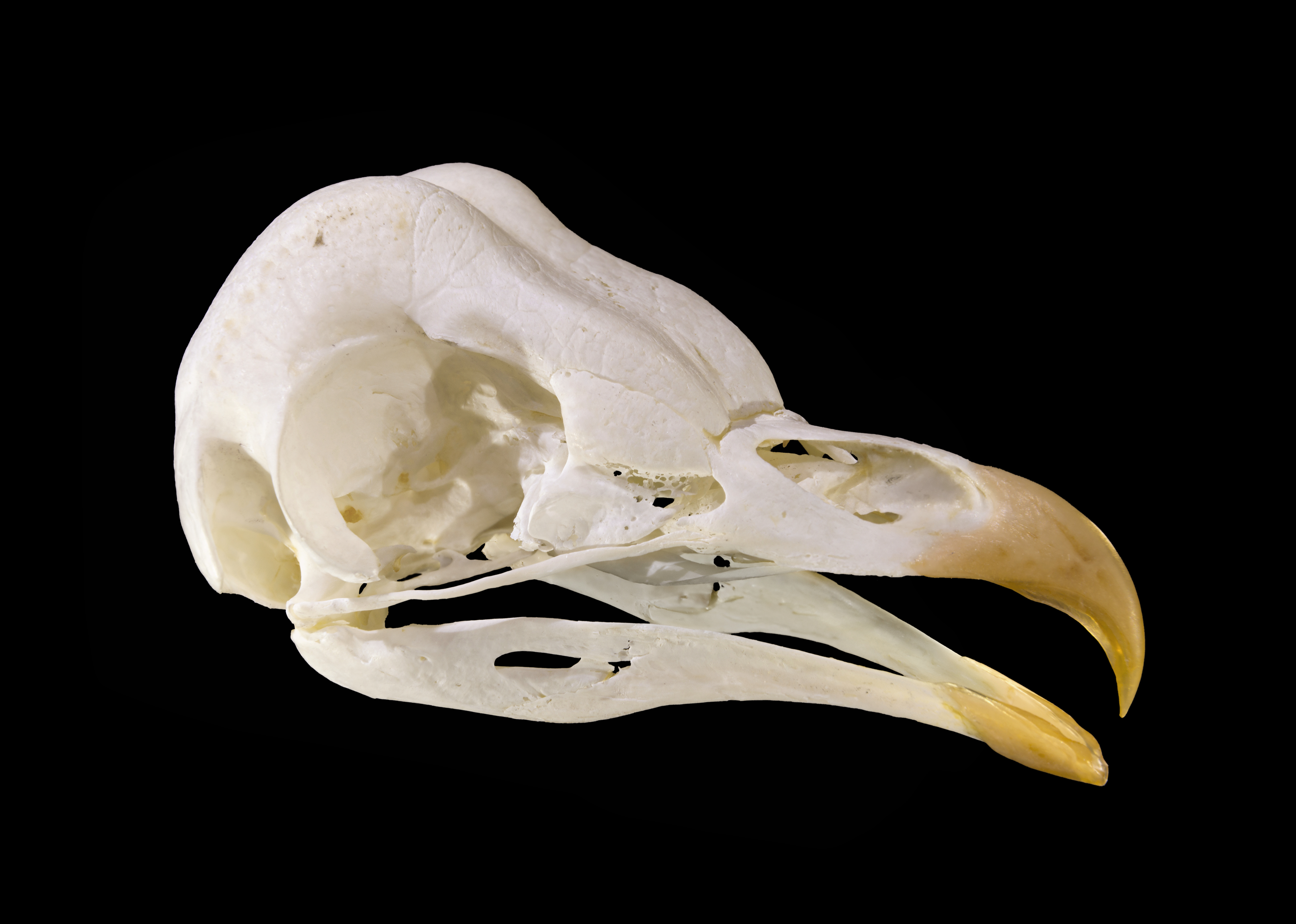
Czaszka płomykówki, widoczny mocny dziób

Wygląd zewnętrzny(opis dotyczy rodzimego podgatunku T. alba guttata) Obie płci ubarwione jednakowo, ale samice są nieco większe od samców. Sylwetka smukła, skrzydła długie i wąskie, nogi długie i opierzone. Szlara w kształcie serca, wokół oczu rdzawa, na zewnątrz bieleje. Oczy czarne. Wierzch szarobrązowy z nielicznymi drobnymi plamkami. Lotki i sterówki jasnobrązowe w poprzeczne ciemne pasy. Spód żółtobrązowy z drobnymi plamkami (zalatujący czasem podgatunek zachodnioeuropejski T. alba alba ma brzuch biały z ciemnymi plamkami).
Wymiarydługość ciała: ok. 35 cm
rozpiętość skrzydeł: ok. 85–93 cm
masa ciała: samce ok. 320 g, samice ok. 349 g
GłosPłomykówki znane są z wydawanych przez siebie specyficznych okrzyków. Głos samca to wysokie, chrapliwe skrzeczenie trwające średnio 2 sekundy, z przerwami co 1–20 sekund. Nawołuje w locie albo siedząc na drzewie lub dachu budynku. Głos kontaktowy samicy jest wyższy, dźwięczny i bardzo przeraźliwy. Obie płcie odzywają się z reguły tylko w sezonie lęgowym. Pisklęta dopominają się o jedzenie sycząc (starsze) i trelując (młodsze).
ZachowaniePłomykówki mają bardzo dobrze rozwinięty zmysł słuchu oraz zdolność widzenia w słabym oświetleniu, dzięki czemu są doskonałymi myśliwymi. Potrafią dokładnie zlokalizować ofiarę nawet w całkowitej ciemności – pomaga im w tym asymetryczne usytuowanie uszu. Gdy hałas jest zbyt uciążliwy, bardzo wrażliwe uszy mogą być zasłonięte małymi klapkami z piór. Jak wszystkie sowy, płomykówki latają bezszelestnie dzięki specyficznym piórom podobnym do puchu, mogą więc zbliżyć się do ofiary praktycznie niezauważone.
Długość życiaPłomykówki żyją z reguły dość krótko – większość z nich ginie w pierwszym roku życia. Średnia długość życia na wolności wynosi ok. 4 lat, ale rekordowa ponad 15 lat. Wysoka śmiertelność jest związana m.in. z trudnościami w zdobyciu pożywienia zimą, kiedy ziemię pokrywa śnieg. Kompensowana jest ona przez wysoką rozrodczość w korzystnych okresach.

## Środowisko
Osiedla ludzkie, w pobliżu pól i łąk, równiny z zadrzewieniami, wrzosowiska i pola.

## Pożywienie
Prawie wyłącznie drobne ssaki – gryzonie: norniki, myszy i owadożerne: ryjówki aksamitne (te ostatnie mogą stanowić do 30% zdobyczy). Dużo rzadziej chwyta małe ptaki, płazy, nietoperze czy owady (ćmy). Poluje o zmroku, nocą i o świcie, z reguły szuka ofiary lecąc nisko nad polem lub łąką. Przy polowaniu posługuje się przede wszystkim słuchem, ale też wzrokiem. Gdy namierzy ofiarę, chwyta ją szponami i zabija uderzeniem dzioba w podstawę czaszki, a następnie połyka w całości. Może też robić zapasy z upolowanych gryzoni, zwłaszcza w okresie lęgowym.
Płomykówka usuwa przez dziób wypluwki 2–3 razy dziennie. Świeże mają ciemnoszary, połyskliwy kolor. Ich długość wynosi 30–80 mm, a średnica 15–25 mm. Sowa zostawia je zawsze w tym samym miejscu.

## Lęgi

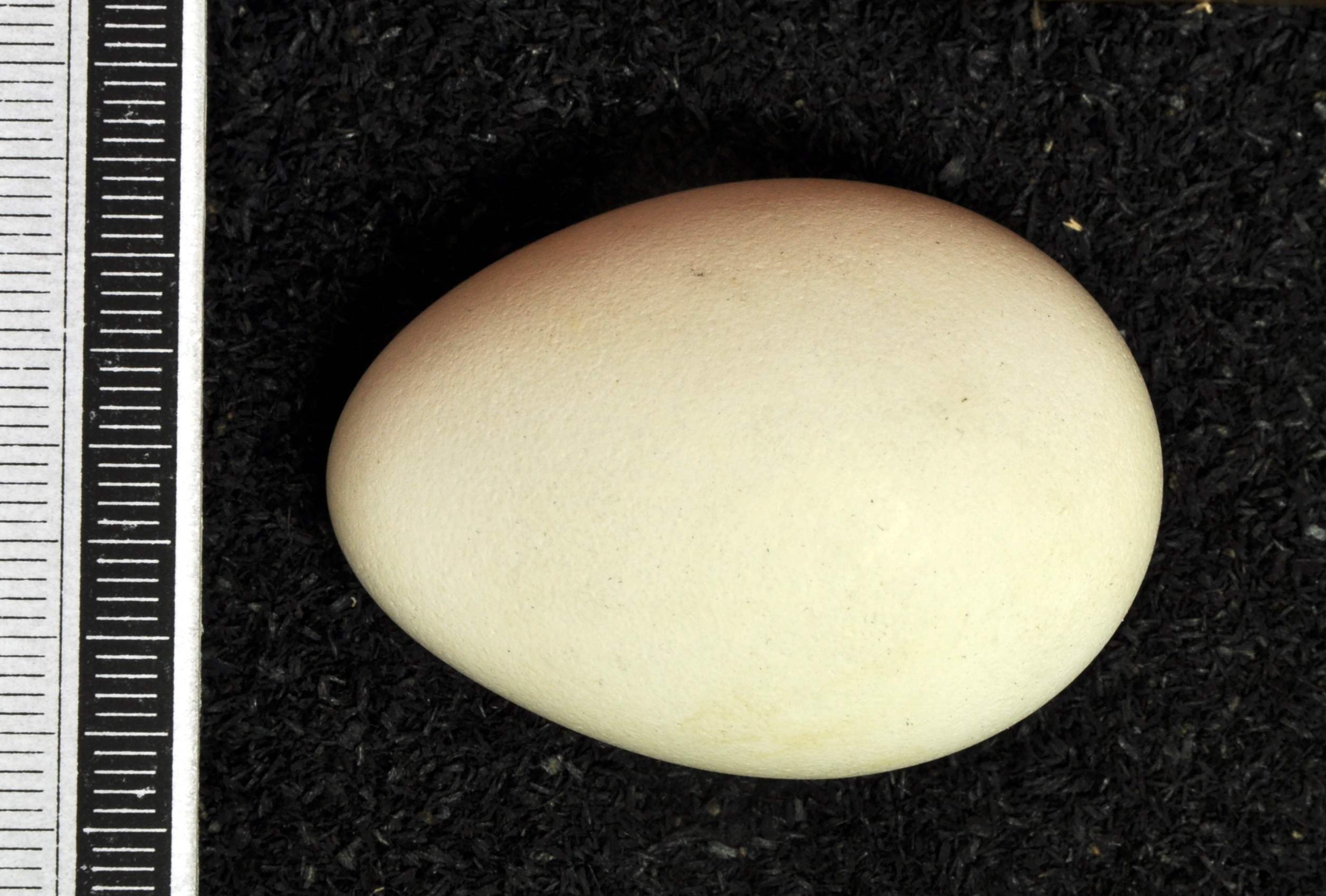
Jajo z kolekcji muzealnej

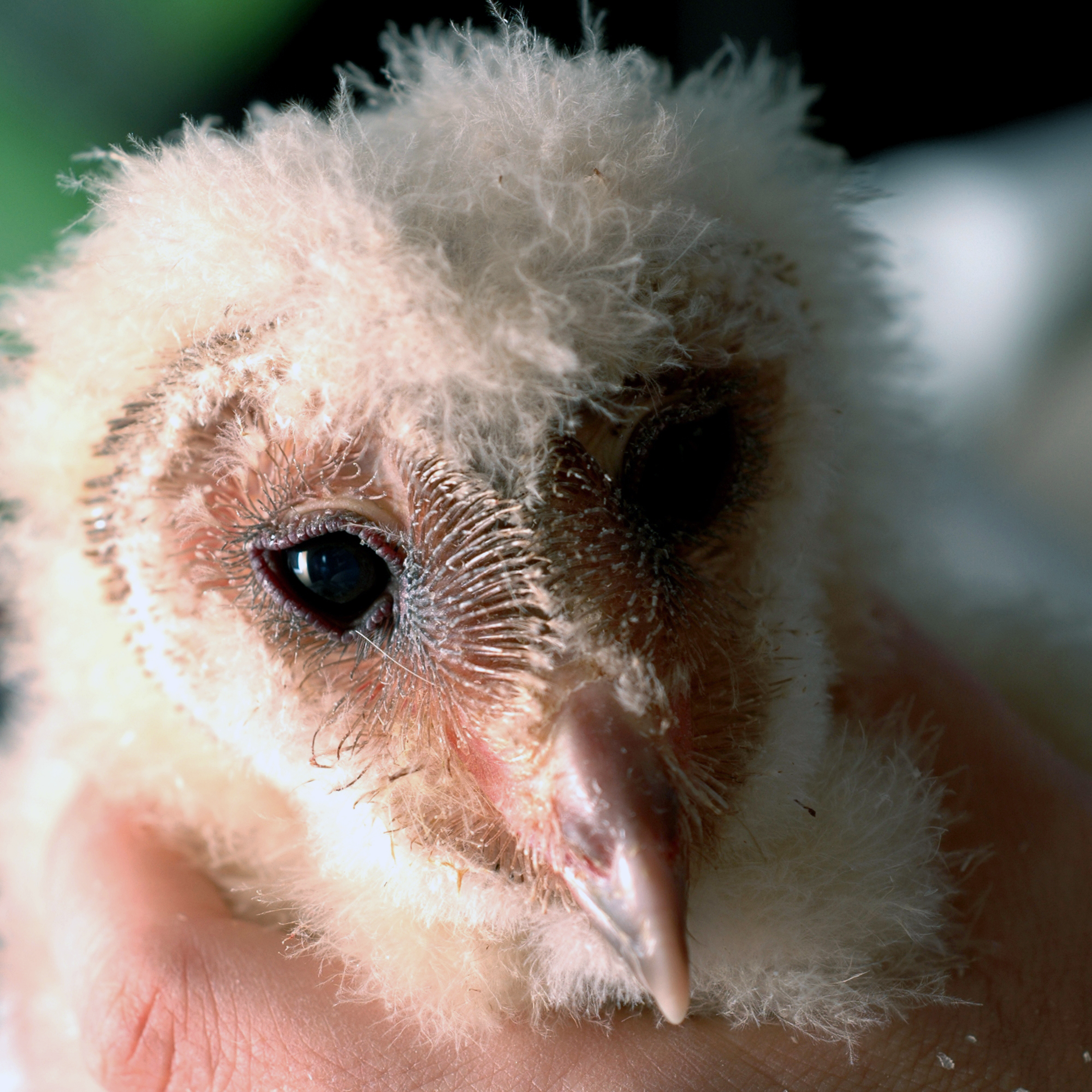
Pisklę płomykówki

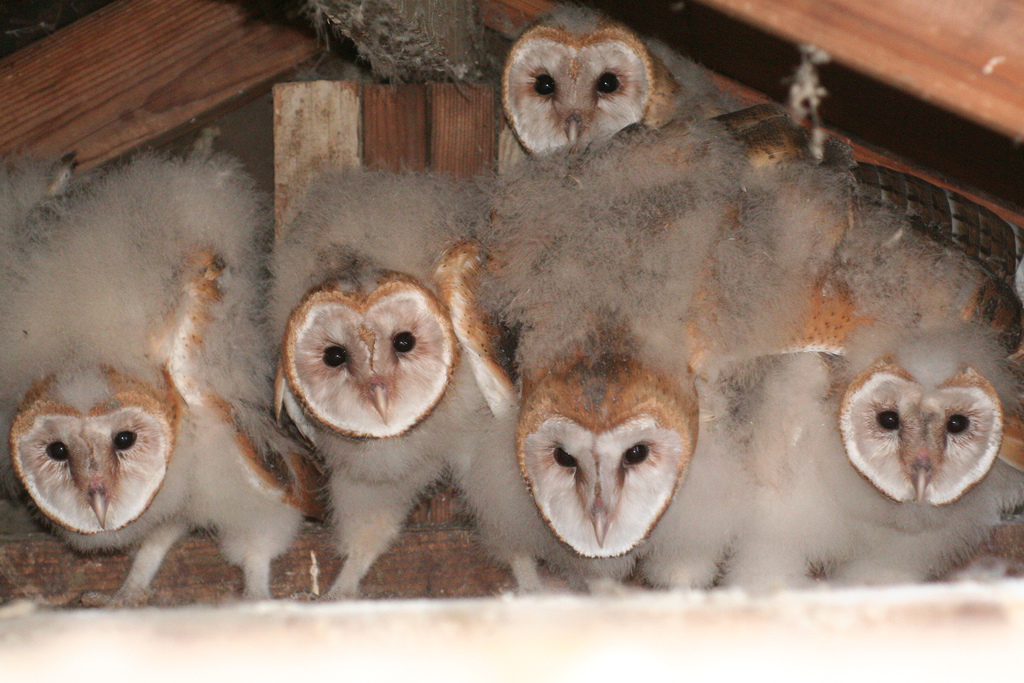
Podrośnięte pisklęta płomykówki

Zazwyczaj jeden lęg w roku, choć przy dużej obfitości gryzoni wyprowadza dwa, a sporadycznie nawet trzy lęgi (pomiędzy kwietniem a wrześniem). Jeżeli nie ma dostatecznej ilości myszy, aby karmić młode, nawet 60% płomykówek może nie przystąpić do lęgu.
Zachowania godowePodczas zalotów samiec odbywa loty tokowe połączone z „klaskaniem” skrzydłami i ściga samicę. Oboje wydają przy tym skrzeczące i chrapliwe dźwięki.
GniazdoPoszukiwanie miejsca legowiska należy do samca. Wybrane miejsce to najczęściej ciemne i rzadko odwiedzane części zabudowań, stodoły, strychy, ruiny, kościelne wieże, wiatraki itp., czasem także dziuple drzew. Wykorzystuje również skrzynki lęgowe wieszane przez człowieka.
JajaW lęgu jest zazwyczaj od 4 do 8 jaj (maksymalnie 15), składane w odstępach dwudniowych (dlatego pisklęta są potem różnej wielkości i w razie niedostatku pożywienia te najmłodsze i najsłabsze giną). Jaja owalne, równobiegunowe, białe, z masą ok. 20 g, o wymiarach ok. 30x40 mm, są często składane na wyściółce z rozkładających się wypluwek.
WysiadywanieJaja wysiaduje tylko samica przez okres około 30–34 dni. Samica nie opuszcza gniazda, karmi ją samiec, który wielokrotnie w ciągu nocy przynosi pożywienie.
PisklętaPisklęta są okryte białym puchem. Samica karmi je rozrywając zdobycz na mniejsze kawałki. W wieku 15 dni jadają 4–5 myszy dziennie i potrafią już połknąć całą mysz. Młode opuszczają gniazdo po 50–60 dniach, choć przez najbliższe kilka tygodni jeszcze wracają do niego na dzień. Przez 3–5 tygodni są jeszcze zależne od pożywienia przynoszonego przez rodziców. Młode ptaki osiągają dojrzałość płciową po około roku.

## Status i ochrona
Międzynarodowa Unia Ochrony Przyrody (IUCN) uznaje płomykówkę za gatunek najmniejszej troski (LC – Least Concern) nieprzerwanie od 1988 roku. Liczebność światowej populacji, obliczona w oparciu o szacunki organizacji BirdLife International dla Europy z 2015 roku, mieści się w przedziale 4–10 milionów dorosłych osobników. Globalny trend liczebności populacji uznaje się za stabilny. IUCN stosuje jednak starsze, szersze ujęcie systematyczne i wlicza do T. alba podgatunki z Australazji i Andamanów, wydzielane przez część autorów jako, odpowiednio, T. delicatula i T. deroepstorffi.
Na terenie Polski gatunek ten jest objęty ścisłą ochroną gatunkową, wymaga ochrony czynnej. Na Czerwonej liście ptaków Polski został sklasyfikowany jako gatunek niedostatecznie rozpoznany (DD – Data Deficient) ze względu na skryty tryb życia i trudność dokładnego określenia liczebności i jej trendu. W latach 2013–2018 liczebność krajowej populacji lęgowej szacowano na 1000–1500 par.
W ostatnich latach liczebność płomykówki w Polsce zmniejsza się. Jedną z głównych przyczyn jest ograniczanie ilości miejsc odpowiednich do założenia gniazda – przy okazji remontów wież kościelnych, strychów i stodół najczęściej zamyka się otwory wlotowe, z których korzystały ptaki. Ochrona gatunku powinna więc polegać przede wszystkim na pozostawianiu dostępu do miejsc dogodnych do założenia gniazda, a gdy jest to niemożliwe, na wieszaniu skrzynek lęgowych o specjalnej konstrukcji.
Inne zagrożenia to: intensyfikacja rolnictwa (w konsekwencji spadek liczby drobnych gryzoni – głównego pożywienia), stosowanie pestycydów (powodują zatrucia i zaburzenia w tworzeniu się skorupki jaj w ciele samicy), rozbudowa dróg (kolizje z samochodami), klimat (płomykówki często nie przeżywają ostrych zim), wypadanie piskląt z wysoko umiejscowionych gniazd.

## Podgatunki

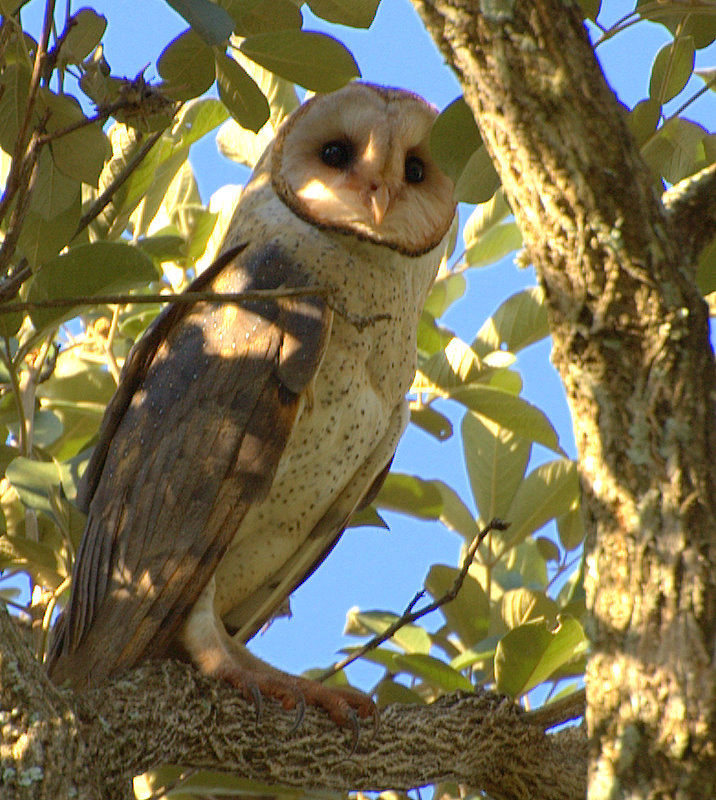
Podgatunek T. a. tuidara (Brazylia)

Autorzy The Howard and Moore Complete Checklist of the Birds of the World wyróżnili 24 podgatunki, zamieszkujące odpowiednio:
- T. alba alba (Scopoli, 1769) – płomykówka (zwyczajna) – zachodnia i południowa Europa (w tym Wyspy Brytyjskie) na wschód do zachodnich Bałkanów
- T. alba guttata (C.L. Brehm, 1831) – środkowa Europa (w tym Polska) do Ukrainy i wschodnich Bałkanów
- T. alba ernesti (O. Kleinschmidt, 1901) – Sardynia, Korsyka
- T. alba erlangeri W.L. Sclater, 1921 – północna Afryka, Kreta oraz Bliski Wschód po Półwysep Arabski i południowy Iran
- T. alba schmitzi (E. Hartert, 1900) – Madera
- T. alba gracilirostris (E. Hartert, 1905) – wschodnie Wyspy Kanaryjskie
- T. alba detorta E. Hartert, 1913 – płomykówka ciemna – Wyspy Zielonego Przylądka
- T. alba poensis (Fraser, 1843) – wyspa Bioko, Afryka Subsaharyjska – od południowej Mauretanii po zachodnią Etiopię i na południe po RPA
- T. alba thomensis (Hartlaub, 1852) – płomykówka płowa – Wyspy Świętego Tomasza i Książęca
- T. alba hypermetra Grote, 1928 – Madagaskar i Komory
- T. alba stertens E. Hartert, 1929 – Azja Południowa, kontynentalna Azja Południowo-Wschodnia
- T. alba javanica (J.F. Gmelin, 1788) – środkowy i południowy Półwysep Malajski, Wielkie Wyspy Sundajskie, wyspy na Morzu Flores, Małe Wyspy Sundajskie na wschód po Alor (oprócz Sumby)
- T. alba pratincola (Bonaparte, 1838) – południowa Kanada (południowo-zachodnia Kolumbia Brytyjska, południowa część Ontario) i USA do południowego Meksyku, Bermudy, Bahamy, Haiti
- T. alba guatemalae (Ridgway, 1874) – Gwatemala do Panamy i północnej Kolumbii
- T. alba bondi Parkes & A.R. Phillips, 1978 – wyspy Roatán i Guanaja na Morzu Karaibskim (u północnych wybrzeży Hondurasu)
- T. alba furcata (Temminck, 1827) – płomykówka amerykańska – Kuba, Jamajka i Kajmany
- T. alba niveicauda Parkes & A.R. Phillips, 1978 – Isla de la Juventud
- T. alba contempta (E. Hartert, 1898) – Andy zachodniej Wenezueli i Kolumbii na południe do Peru
- T. alba tuidara (J.E. Gray, 1829) – Trynidad i Tobago, środkowa Wenezuela i region Gujana na południe do wschodniej Boliwii, środkowej Argentyny i Urugwaju; Falklandy
- T. alba zottae L. Kelso, 1938 – Andy południowej Argentyny, Ziemia Ognista
- T. alba bargei (E. Hartert, 1892) – płomykówka mała – Curaçao
- T. alba nigrescens (Lawrence, 1878) – Dominika
- T. alba insularis (von Pelzeln, 1872) – płomykówka antylska – od Saint Vincent do Grenady (południowe Małe Antyle)
- T. alba punctatissima (Gould & G.R. Gray, 1838) – płomykówka plamista – Galapagos